# Surinaamse parlementsverkiezingen 1938
De Surinaamse parlementsverkiezingen in 1938 vonden plaats in februari en maart van dat jaar. Het had betrekking op de zittingsperiode van de Staten van Suriname van in principe vier jaar die begon in april 1938. Van de 22 kandidaten was Grace Schneiders-Howard de enige vrouw. Zij werd gekozen en was daarmee de eerste vrouw in het Surinaamse parlement.
| Kandidaat              | Stemmen in de eerste ronde | Stemmen in de tweede ronde | resultaat |
| ---------------------- | -------------------------- | -------------------------- | --------- |
| C.R. Biswamitre        | 668                        | -                          | gekozen   |
| A.T. Calor             | 445                        | 467                        | gekozen   |
| Th.A.C. Comvalius      | 180                        | -                          | x         |
| mr. K.J. van Erpecum   | 863                        | -                          | gekozen   |
| J.F.D. Haenen          | 265                        | -                          | x         |
| W. Kraan               | 953                        | -                          | gekozen   |
| S. Laret               | 132                        | -                          | x         |
| F.H.R. Lim A Po        | 653                        | -                          | gekozen   |
| J.A. Mac May           | 232                        | -                          | x         |
| H.G.W. de Miranda      | 543                        | 263                        | x         |
| dr. C.W. Naar          | 560                        | 490                        | gekozen   |
| H.C. van Ommeren       | 352                        | 374                        | x         |
| J.M.C. Parisius        | 195                        | -                          | x         |
| dr. J.W. del Prado     | 773                        | -                          | gekozen   |
| A.G. Putscher          | 149                        | -                          | x         |
| Ph.A. Samson           | 644                        | -                          | gekozen   |
| G.R. Schneiders-Howard | 442                        | 462                        | gekozen   |
| C.R. Schoonhoven       | 205                        | -                          | x         |
| J.P. Schüngel          | 252 of 253                 | -                          | x         |
| D.J.B. Simons          | 430                        | 351                        | x         |
| C.E. Wolff             | 281                        | 320                        | x         |
| G.Ph. Zaal             | 607                        | 611                        | gekozen   |

Bij deze verkiezingen mochten alleen mannen die aan bepaalde voorwaarden voldeden (census en capaciteit) stemmen. Bij de eerste ronde in februari waren er 1237 geldig uitgebrachte stembiljetten waarbij een kiezer voor meer dan een kandidaat kon stemmen. Er waren 10 zetels te verdelen en om in de eerste ronde gekozen te kunnen worden had een kandidaat de stem nodig van meer dan de helft van de geldig uitgebrachte stembiljetten (minstens 619 stemmen). Zes kandidaten voldeden aan die voorwaarde. In maart was de 'herstemming' waaraan de acht kandidaten die nog niet verkozen waren maar in de eerste ronde de meeste stemmen kregen, mee konden doen. Hiervan werden de vier kandidaten met de meeste stemmen verkozen tot Statenlid.
Door de gouverneur werden de volgende heren benoemd tot Statenlid:
- R. Brahma Tewari
- N.C. van Gheel Gildemeester (in 1940 opgevolgd door H. Luitink)
- J.P. Kaulesar Sukhul
- H. Miskin
- W. Vogel (in 1940 opgevolgd door C.P. de Graaf)

Verder benoemde de gouverneur Van Erpecum tot voorzitter en Samson tot vicevoorzitter. 
Nadat het Statenlid Naar was opgestapt werd J.F.E. Einaar in 1939 bij tussentijdse verkiezingen verkozen tot lid van Staten van Suriname.